# Fokker S.IX
Il Fokker S.IX era un aereo da addestramento sviluppato dall'azienda aeronautica olandese Fokker nella seconda metà degli anni trenta del XX secolo, e prodotto in serie.

## Storia del progetto

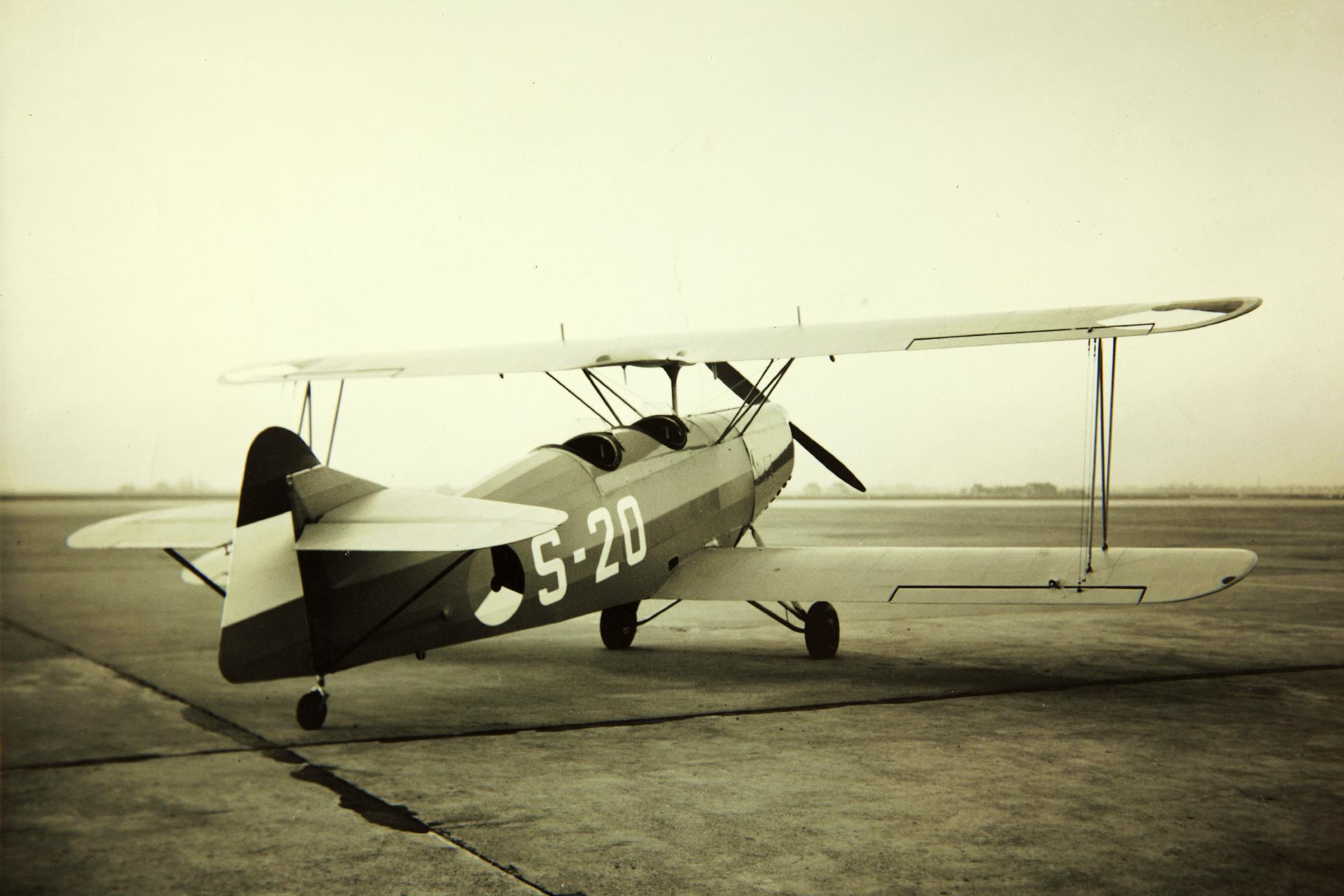
Un Fokker S.IX/2 della MLD fotografato a terra.

Nel 1937 la Marine Luchtvaartdienst (MDL) si rivolse alla fabbrica aeronautica Fokker con la richiesta di realizzare un nuovo velivolo da addestramento, con cui sostituire gli obsoleti Fokker S.III allora in servizio. Il nuovo modello, designato S.IX, venne progettato e realizzato in breve tempo ed il modello fu subito acquistato dalla MLD che ne ordinò 27 esemplari (matricole S-20/S-46) il 7 dicembre dello stesso anno. Il prototipo andò in volo per la prima volta il 1 novembre 1937, nelle mani del collaudatore Hidde Leegstra, equipaggiato con un propulsore in linea statunitense Menasco B-6 Buccaneer da 165 CV. L'ordine fu poi ridotto a quindici unità (matricole S-20/S-34); da luglio ad ottobre 1938, alla presenza di rappresentanti della MLD il prototipo fu sottoposto ai collaudi militari al termine dei quali l'ordine di produzione fu confermato.
Nel dicembre 1938 anche la LVA dimostrò interesse per l'acquisto dello S.IX, con cui intendeva sostituire gli ormai antiquati Fokker S.IV. La LVA emise subito un ordine per l'acquisto di 20 velivoli (matricole 31-50) che dovevano essere equipaggiati con il motore britannico Armstrong Siddeley Genet Major IA da 165 CV, di cui la ditta Kromhout Motorenfabriek di Amsterdam aveva acquistato la licenza. I primi 12 S.IX di produzione ricevettero motori acquistati direttamente in Gran Bretagna, ed il primo di questi velivoli, con matricola provvisoria X-3, andò in volo per la prima volta nell'ottobre del 1939. Caratterizzato dall'adozione di una capottatura NACA, quando fu decretata la mobilitazione generale nel marzo 1940, l'aereo ricevette matricola militare 996 ed entrò in servizio. Nel frattempo, era stato possibile organizzare la produzione dei motori su licenza, il primo dei quali fu assemblato nel dicembre 1939, che vennero montati sugli aerei nel febbraio 1940. Un mese prima la LVA aveva ordinato un ulteriore lotto di 20 aerei (matricola da 51 a 70), destinato ad equipaggiare l'aviazione del Koninklijk Nederlandsch-Indisch Leger, ma nessuno di essi fu mai completato.

## Descrizione tecnica
Aereo da addestramento, biplano, monomotore, biposto, di costruzione mista in legno e metallo. La configurazione alare biplana prevedeva due ali di uguale apertura, costruite in legno e rivestite in tela e compensato nella parte terminale, collegate tra loro con quattro coppie di montanti a N, rinforzati da cavi d'acciaio. La superiore era montata alta a parasole, mentre l'inferiore si trovava bassa sulla fusoliera, ed in essa erano posizionati gli alettoni. La fusoliera, posizionata a livello dell'ala inferiore, era costruita in tubi d'acciaio rivestiti in tela. L'impennaggio di coda era del tipo classico monoderiva, dotato di piani orizzontali controventati.
Il carrello d'atterraggio era un triciclo classico a V, fisso, dotato anteriormente di gambe di forza ammortizzate ed integrato posteriormente da un ruotino d'atterraggio.
L'aereo era biposto dotato di una cabina di pilotaggio aperta, e posti in tandem, destinati al allievo pilota e all'istruttore/passeggero.
La propulsione era affidata ad un motore radiale Armstrong Siddeley Genet Major IA, a 7 cilindri raffreddati ad aria, erogante la potenza di 160 hp (123 kW) ed azionante un'elica bipala.

## Impiego operativo
Quando i tedeschi lanciarono l'invasione dei Paesi Bassi, il 10 maggio 1940, metà degli aerei da addestramento fu sorpresa a terra e distrutta dalla Luftwaffe sulla base di De Kooy. In quella occasione andarono persi tutti i 15 velivoli in servizio nella MLD. Il 14 maggio 23 velivoli tra S.IV e S.IX decollarono per raggiungere Berck-sur-Mer, in Francia, ma ne giunsero solo 19, che il giorno dopo si trasferirono a Chartres. Da lì il 16 si trasferirono a Caen, dove giunsero solo 17 velivoli. Qualche velivolo raggiunse successivamente la Gran Bretagna. Gli aerei rimasti nei Paesi Bassi furono brevemente usati dalla Luftwaffe e ben presto demoliti.
Dopo la fine della guerra, nel 1946 la società olandese Frits Diepen Vliegtuigen decise di riprendere l'utilizzo degli S.IX e ordinò alla Fokker di costruirne altri tre equipaggiati con motori Genet Major IA e dotati di cappottatura NACA. Ricevuta l'immatricolazione civile PH-NAR, PH-NAS e PH-NAT, questi velivoli, insieme a tre Koolhoven F.K.43 servirono per l'addestramento dei piloti e per esibizioni aeree, fino all'inizio degli anni cinquanta quando vennero rimpiazzati dai Fokker S-11.

## Versioni
- S.IX/1: versione per la LVA con motore radiale Armstrong Siddeley Genet Major IA da 165 CV.[2]
- S.IX/2: versione per la MLD dotata di motore in linea Menasco B-6 Buccaneer a 6 cilindri in linea, raffreddati ad aria, da 165 CV, ed impennaggi di coda di tipo modificato.[2] Il peso a vuoto era di 690 kg, massimo al decollo 975 kg, la velocità massima era di 165 km/h, l'autonomia raggiunveva i 650 km, e la tangenza i 4 200 m.

## Utilizzatori
- Marine Luchtvaartdienst
- Luchtvaartafdeling

### Annotazioni
1. ↑  La Kromhout Motorenfabriek introdusse numerose modifiche che ne semplificarono notevolmente la manutenzione.
2. ↑  Anch'essi costruiti dalla Fokker e per questo denominati "Fokhoven".

### Fonti
1. 1 2 3 4 5 6 7 8 9 10 11 12  Уголок неба.
2. 1 2 3 4 5 6 7 8  Aviastar.
3. ↑  http://airandspace.si.edu/collections/artifact.cfm?id=A19560065000 Menasco Buccaneer
4. 1 2 3 4 5 6  1000aircraftphotos.
5. 1 2 3 4 5  Arnold 1998, p. 439.